# 张贵田
张贵田（1931年12月20日—），男，河北藁城人，中国液体火箭发动机专家，曾任中国航天科技集团公司科技委顾问、航天科技集团公司六院研究员。

## 生平
1961年毕业于苏联莫斯科航空学院。
1995年当选中国工程院院士。

## 社会兼职
- 中国宇航学会常务理事

## 荣誉
- 国际宇航科学院通讯院院士